# Salvelinus fimbriatus
Salvelinus fimbriatus es una especie de pez de la familia Salmonidae en el orden de los Salmoniformes.

## Alimentación
Come exclusivamente zooplancton.

## Hábitat
Vive en zonas de aguas  templadas (53°N-51°N, 11°W-9°W).

## Distribución geográfica
Se encuentra en Europa: Irlanda.